# André Bouchet
Pour les articles homonymes, voir Bouchet.
André Bouchet, né le 29 mars 1967 à Issy-les-Moulineaux, est un acteur, chanteur  et animateur de télévision français. Atteint de nanisme, il est célèbre pour son personnage de Passe-Partout dans l'émission de télévision française Fort Boyard, diffusée sur France 2 avec ses acolytes Passe-Temps et Passe-Muraille.

## Biographie
Après un BEP-Comptabilité et un CAP-Informatique-Comptabilité, il devient comptable dans un cabinet avant d'être embauché comme standardiste au ministère de la Justice. Il travaille depuis 1997 à la RATP, en tant qu'agent de station sur la ligne 1 du métro. En 2025 il déclare être retraité de la RATP et être passé avant sa retraite dans la direction de la ligne 1.
En 2015 il sort un single One Again sous le nom de Passe partout et les chipies. Il a fait la première partie de Louis Bertignac en 2015 lors de la 14e édition du festival de Perthes.

## Carrière dans les médias
En 1987, André Bouchet commence sa carrière dans le clip de la chanson Tristana de Mylène Farmer réalisé par Laurent Boutonnat.
Dès 1990, il fait partie de l'équipe du jeu télévisé  Fort Boyard sous le pseudonyme de Passe-Partout. Il a été choisi à la suite d'un casting présenté au sein de l'APPT (Association des Personnes de Petite Taille). 
À partir de 1993, il participe à la version québécoise du jeu sous le pseudonyme de Dédé. Il participe également à la version anglaise du jeu sous le pseudonyme de Jack The Dwarf à partir de 1998 et à la version algérienne sous le pseudonyme Zaeit (زعيط).
En 1994, il rencontre Anthony Laborde (qui sera plus tard Passe-Muraille dans Fort Boyard), un nouvel adhérent de l'APPT avec qui il forge alors une forte amitié.
En 2005, il sort une chanson Je suis Passe-Partout de Fort Boyard avec son cousin François Bouchet en tant que producteur, sous le pseudonyme de « Dédé le Rockcœur ». Il interprète la chanson en live dans l'émission Jeux sans enjeu sur Direct 8. Il y chante sa vie à Fort Boyard.
En 2006, il joue dans l'adaptation télévisuelle de Trois jeunes filles nues (réalisée par Richard Valverde) aux côtés des animateurs de France Télévisions (dont Olivier Minne qui a eu l'idée de cette adaptation et qui en est le producteur).
En 2007, il participe à Trois Contes merveilleux, une fiction de France 2, également produite par Olivier Minne, dans laquelle il interprète l'un des nains de Blanche-Neige.
En 2008, il joue au théâtre dans une comédie intitulée J'habite près de chez moi.
Il participe à un sketch de l'humoriste Jérémy Ferrari dans l'émission ONDAR Show sur France 2 en 2012, puis dans un autre de Vérino consacré à Fort Boyard dans On n'demande qu'à en rire sur la même chaîne en 2013.
Depuis le 5 avril 2013, il participe aussi régulièrement à l'émission Vendredi tout est permis sur TF1 comme invité surprise.
Il fut également le partenaire de Gilles Arthur (magicien de Fort Boyard de 1990 à 1998) lors d'émissions comme Attention magie !, ou encore J'apprends la magie à Fort Boyard.
On l’aperçoit dans le clip #Selfish, d'Ariane Brodier.
En 2015, il fait une apparition dans l'émission  CQFD ! Ce qu'il fallait détourner sur D8 dans laquelle il parodie la série Joséphine, ange gardien qui devient Passe-Partout, ange gardien.
Le 19 septembre 2016, il apparaît dans le sketch Tout peut arriver !, produit par Studio Bagel et Canal+ disponible sur la plateforme Youtube.
En 2017, il apparait comme invité dans le prime spécial Marseille de la série télévisée À votre service de Florian Hessique, dans laquelle il joue un facteur escroc.
Le 27 janvier 2019, il apparaît dans la vidéo Youtube MÉLI-MÉLO 2 LEGENDARY EDITION (13 jeux hilarants avec Big Flo & Oli), sur la chaîne de Mcfly & Carlito, en demandant un autographe à Mcfly et Carlito.
En 2021, il joue son rôle de Passe-Partout dans la dixième saison de Vestiaires, où Romy et Orson lui demandent une énigme.
En 2023, il participe à la saison 5 de Mask Singer sous le costume de la chenille. Il est démasqué lors de la deuxième émission et est le 3e éliminé de la saison[réf. nécessaire]. La même année, il joue le rôle de Passe-Partout dans une parodie de Fort Boyard au cours de l'émission Zen, diffusée sur Twitch.